# Abu-Saïd al-Jannabí
Abu-Saïd al-Hàssan ibn Bahram al-Jannabí al-Hajarí (àrab: أبو سعيد الحسن بن بهرام الجنابي الهجري, Abū Saʿīd al-Ḥasan b. Bahrām al-Jannābī al-Hajarī), més conegut simplement com a Abu-Saïd al-Jannabí (nascut entre 845 i 855-mort en 913 o 914) fou un daï ismaïlita, fundador de l'estat càrmata a Bahrayn; era persa i nadiu de Ganaveh (en àrab, Jannaba), a la costa del Fars, i deia ser de descendència sassànida.
Es va casar a la família dels Banu l-Kassar, de tendència ismaïlita i va rebre ensenyament d'Abdan, el cap ismaïlita d'Iraq que el va nomenar per dirigir les dawa (missions) a Djannaba, Siniz, Tawwadj, Mahruban i la costa de Fars vers el 880.
Va fer molts conversos i va obtenir molts diners. Alguns el van denunciar per confiscar les seves pertinences i va haver de fugir segurament a Bàssora on va viure com a captaire o en treballs humils; fou convidat pel cap ismaïlita a l'Iraq, Hamdan Karmat, a Kalwada i al cap de poc el va enviar com a dai a Bahrayn on va arribar vers el 886/887 (les fonts varien entre el 886 i el 899 però la primera sembla més probable).
Es va establir com a mercader a Katif on va guanyar l'amistat de dos fills d'un notable local de nom Sanbar de la família dels Takafi, Hasan (amb la filla del qual es va casar), Ali i Hamdan. Els ismaïlites ja havien estat actius a Bahrayn abans de la seva arribada, amb el dai Abu Zakariya Tamami enviat anys enrere pel dai del Iemen Ibn Hawshab, i una certa rivalitat es va detectar entre els dos dais però de moment van cooperar.
Abu-Saïd va obtenir el suport dels beduïns Banu Kilab que ja havien estat convertits per Abu Zakariya, i després dels Banu Ukayl, que formaran la base del seu exèrcit. Amb aquests suports va conquerir una ciutat rere l'altra a la província de Bahrayn (Katif, Zara, Safwan, Zahran, al-Ahsa i Juwala); després es va dirigir a Oman on va ocupar Suhar encara que no va aconseguir mantenir el control permanent sobre el país en conjunt; després va fer campanyes a Balad al-Faladj (al sud de la Yamama) i a Yabrin (a l'est) i a aquesta darrera va massacrar als seus habitants els Banu Kusayr o Banu Said dels tamimites.
No se sap si va imposar el seu domini sobre la Yamama central però va lluitar almenys contra els hassànides Banu l-Ukayzir que regien la Yamama des d'una data a l'entorn del 866 amb capital a Kizrima, i que els Banu l-Ukayzir van cooperar més tard amb els càrmates per un temps. També va ocupar l'illa d'Uwal on va cobrar impostos als vaixells allí ancorats. No se sap les dates en què aquestos fets van tenir lloc (entre 890 i 899) però el 899 ja dominava tota la província de Bahrayn excepte la capital al-Hassà on residia el governador abbàssida, i estava en condicions d'atacar Bàssora.
L'abril del 900 el califa va nomenar governador de Yamama i Bahrayn a Abbas ben Amir al-Ghanawi i el va enviar a la zona amb dos mil homes. Abu-Saïd el va enfrontar a la zona de les maresmes salades a dos dies de marxa de Katif i el governador, abandonat per les seves tropes beduïnes, fou derrotat i fet presoner el mes de juliol del 900. Estranyament fou alliberat per portar un missatge al califa amb l'advertència de no interferir altre cop als seus territoris. Va ocupar llavors Hadjar, que fou reconquerida probablement l'any següent (901) pel nou governador abbàssida mentre Abu-Saïd s'acostava a Bàssora, però es va retirar en arribar a les seves portes.
El desembre del 902 se sap que el governador abbàssida Ibn Banu va informar que havia derrotat i matat a un parent d'Abu-Saïd, que vivia a Katif i havia estat designat com a successor (potser Hasan ibn Sanbar) i que havia conquerit la ciutat, però poc després, el 904, Abu-Saïd va ocupar altre cop Hadjar després d'obligar a la ciutat a rendir-se tallant el subministrament d'aigua; els habitants van fugir a Uwal, Siraf i altres llocs i una part es va unir als càrmates; la ciutat va quedar parcialment destruïda, però va romandre la capital provincial si bé Abu-Saïd residia a un palau que havia construït a al-Ahsa.
Després del 905 Abu-Saïd va enviar freqüents incursions a la regió de Bàssora on va fer captius i especialment va combatre contra els Banu Zabba que havien donat suport a l'expedició d'Abbas ben Amir al-Ghanawi. Una expedició a l'estiu del 912 va aconseguir assolar la rodalia de la ciutat.
Abu-Saïd fou assassinat el juny/juliol del 913 en el seu bany a al-Ahsa per dos eunucs saklabis que havia capturat al combatre l'expedició naval que des d'Oman havia fet Badr Mahalli. Al mateix moment diversos companys seus de Katif foren també assassinats entre els quals Ali ibn Sanbar i Hamdan ibn Sanbar; la seva mort fou mantinguda en secret i se saber a l'estiu del 914, però altres fonts diuen que de fet el crim va passar el 914.
Fou l'iniciador de les institucions comunitàries de producció i distribució. Els captius de menys de 4 anys eren entrenats especialment en cavalleria i en religió. Els esclaus capturats eren dedicats a la producció comunitària. El producte dels territoris conquerits era confiscat i repartit. La producció d'armes, vestits i pells fou organitzada de manera comunal i supervisada pels seus agents, i va tenir molt d'interès a millorar l'agricultura i les plantacions de palmeres.
Va ser fidel al cap ismaïlita Abdan i a Hamdan Karmat i quan aquests van trencar amb el califa fatimita el 899 els va seguir; en canvi el seu rival Abu Zakariya va romandre lleial a la causa fatimita i llavors el va empresonar i el va fer matar a la presó. Després del 900 va proclamar que el mahdí era Muhammad ibn Abd Allah ibn Muhammad ibn Hanafiya i que apareixeria el 912. D'acord amb les creences ismaïlites per l'aparició d'un Mahdi, va abolir la pregària i altres ritus islàmics.
El va succeir el seu fill Said ibn Abu-Saïd.